# Sum (divisione amministrativa)
Sum, sumu, sumon, e somon (sumd, sumuud) sono un tipo di divisione amministrativa utilizzato in Cina, Mongolia, e Russia.

## Cina
Nella Mongolia interna, regione autonoma della Repubblica Popolare Cinese, un sumu (in cinese 苏木; in pinyin sūmù) è una divisione politico amministrativa di livello cittadino. Il sumu è la divisione equivalente al comune cinese (in cinese 乡; in pinyin xiāng) ma è usato unicamente nella Mongolia interna; si pone ad un livello intermedio fra i villaggi cinesi e le "bandiere", o banner, equivalente delle Contee cinesi (in cinese 县 ; in pinyin xiàn) nella Mongolia interna.
Sempre in Mongolia interna i Sumu con la maggioranza della popolazione appartenente ad una delle etnie cinesi sono indicati come "Sumu etnici" (in cinese 民族苏木; in pinyin mínzúsūmù) equivalenti ai "Comuni etnici" (in cinese 民族乡; in pinyin mínzúxiāng) del resto della Cina.

## Mongolia

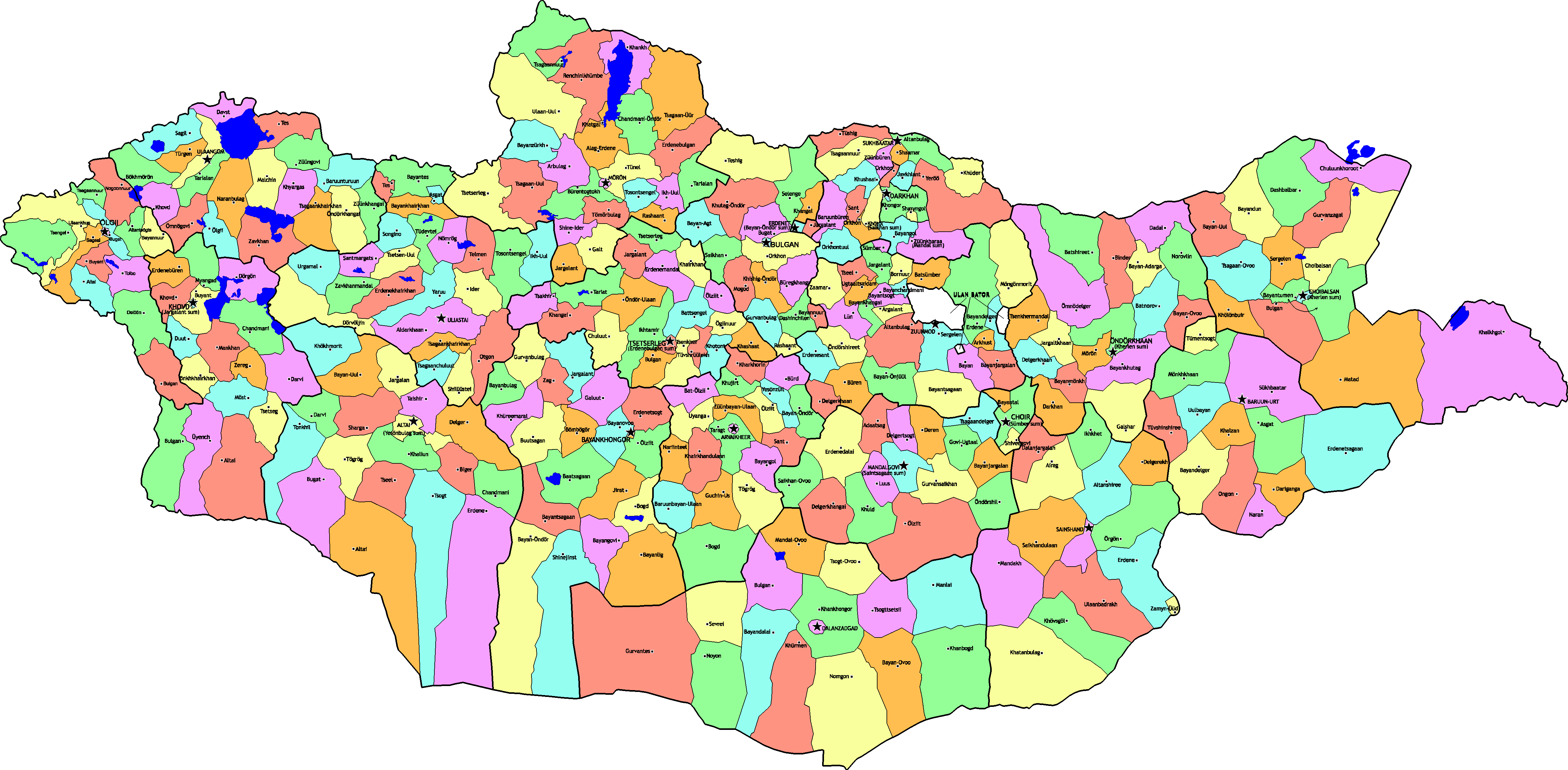
Mappa di tutti i sum mongoli

Il sum (in mongolo сум) è il secondo livello di divisione amministrativa dopo l'ajmag (provincia). In Mongolia si contano in tutto 331 sum, a loro volta divise in bag.

## Russia
In Russia, un sumon (sumd) è una divisione amministrativa della Repubblica di Tuva, mentre un somon (sumuud) lo è della Repubblica di Buriazia, entrambi corrispondono al russo selsoviet.